# Hipofoszforossav
A hipofoszforossav vagy foszfinsav (H3PO2) egy 26,5 °C-on olvadó, színtelen, kristályos vegyület. A foszfor egyik oxosava. Erős redukálószer.

## Fizikai, kémiai tulajdonságai
A hipofoszforossav 26,5 °C-on olvadó, színtelen, kristályos vegyület. Három hidrogénatomja közül csupán egy helyettesíthető fémmel, azaz egybázisú savként viselkedik. Elektronszerkezete alapján e viselkedése jól értelmezhető, ugyanis a hipofoszfitionnak két hidrogénje nem oxigénen keresztül kapcsolódik a foszforhoz, hanem közvetlenül kovalens kötéssel.
Elég erélyes redukálószer. A nemesebb fémeket sóikból kiválasztja. Rézsókat pl. a következőképpen bont el: 
H3PO2 + CuSO4 + H2O = Cu + H2SO4 + H3PO3
Erősebb hevítésre foszfor-hidrogénre és foszforsavra bomlik:
2H3PO2 = PH3 + H3PO4
Sóit hipofoszfitoknak nevezzük, ezek vízben mind igen jól oldódnak. Hipofoszfitok keletkeznek, ha sárgafoszfort lúgokkal főzünk.

## Előállítása
A hipofoszforossav anhidridje nem ismeretes. A szabad sav előállítására legcélszerűbben bárium-hidroxiddal reagáltatjuk a foszfort, amikor is bárium-hipofoszfit keletkezik:
3 Ba(OH)2 + 2 P4 + 6 H2O = 3 Ba(H2PO2)2 + 2 PH3
A bárium-hipofoszfitot kénsavval bonthatjuk el:
Ba(H2PO2)2 + H2SO4 = BaSO4 + 2 H3PO2
A kicsapódó bárium-szulfátról az oldatot leszűrve és bepárologtatva, kristályos állapotban nyerhetjük a hipofoszforossavat. Az először kiváló kristálytömeg rendszerint 17°C körül olvad.